# Genpin, la maternité dans les bois
Pour plus de détails, voir Fiche technique et Distribution.
Genpin, la maternité dans les bois (玄牝, Genpin) est un film japonais réalisé par Naomi Kawase, sorti en 2010.

## Synopsis
Un documentaire sur la maternité du Dr. Tadashi Yoshimura pratiquant des accouchements naturels dans la forêt d'Okazaki

## Fiche technique
- Titre : Genpin, la maternité dans les bois
- Titre original : 玄牝 (Genpin)
- Réalisation : Naomi Kawase
- Scénario : Naomi Kawase
- Musique : Rocket Matsu
- Production : Naomi Kawase et Yūko Naitō
- Société de production : Kumie
- Société de distribution : Baba Yaga Distribution (France)
- Pays :  Japon
- Genre : Documentaire
- Durée : 92 minutes
- Dates de sortie : 
  -  Japon : 6 novembre 2010
  -  France : 7 novembre 2012

## Distinctions
Le film a reçu le prix du jury pour la meilleure photographie dans la catégorie Documentaires au Festival international du film RiverRun.